# Инвариантное многообразие
Инвариантное многообразие динамической системы — подмногообразие {\displaystyle \displaystyle M} фазового пространства {\displaystyle \displaystyle X} динамической системы, инвариантное относительно фазового потока (сдвигов по времени).
Если {\displaystyle F_{t}:X\to X} — преобразование фазового потока ({\displaystyle \displaystyle F_{t}} — «сдвиг на время {\displaystyle \displaystyle t}»), то инвариантное многообразие задаётся включением:
{\displaystyle F_{t}(M)\subseteq M} для всех допустимых моментов времени {\displaystyle \displaystyle t.}
Первые существенные результаты о инвариантных многообразиях были получены в конце XIX века А. Пуанкаре, Ж. Адамаром и А. М. Ляпуновым. Инвариантные многообразия интенсивно изучаются в механике, а также в междисциплинарной проблеме упрощения динамических моделей.